# Pleurothallis leucantha
Pleurothallis leucantha är en orkidéart som beskrevs av Rudolf Schlechter. Pleurothallis leucantha ingår i släktet Pleurothallis och familjen orkidéer. Inga underarter finns listade i Catalogue of Life.